# Laura del Bosco Ventimiglia

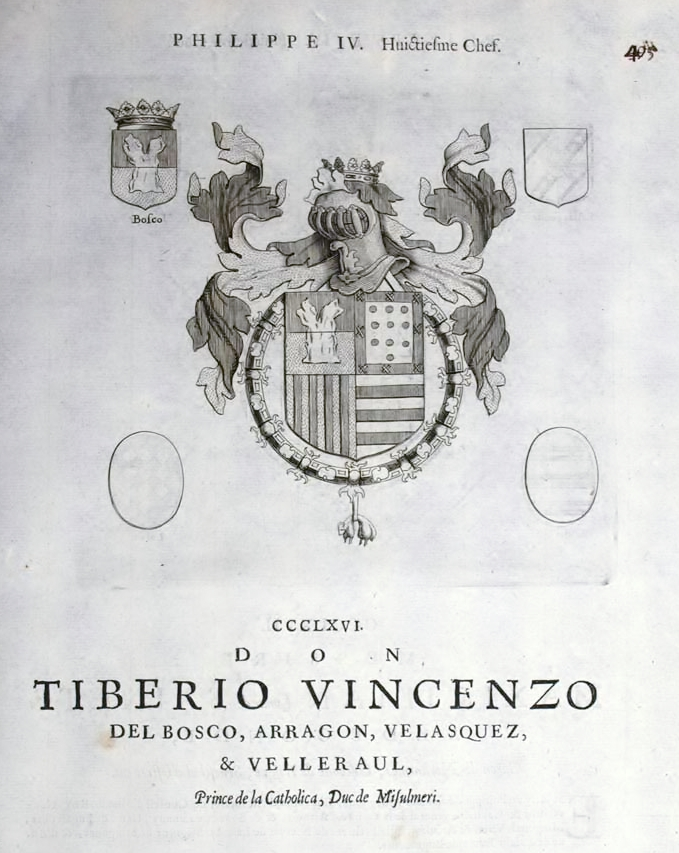
Blasone di Tiberio Vincenzo Ventimiglia del Bosco, Aragona, Velasquez e Velleraul, 366. cavaliere dell'Ordine del Toson d'oro, principe di Cattolica, duca di Misilmeri, conte di Vicari, barone di Prizzi e San Nicolò, padre di Laura, principessa del Sacro Romano Impero e marchesa di Castiglione delle Stiviere e Medole.

Laura Del Bosco Ventimiglia (o Ventimiglia del Bosco della Cattolica) (1610 – Genova, 23 settembre 1664) è stata una nobile italiana.

## Biografia
Laura fu figlia di Tiberio Vincenzo Del Bosco, principe di Cattolica e duca di Misilmeri, e di Giovannella Isfar y Corillas, baronessa di Siculiana.
A Roma conobbe Luigi Gonzaga, principe di Castiglione, che sposò a Palermo nel gennaio 1630, portando una ricca dote.
Nel luglio 1630 si diffuse nel Mantovano la peste che colpì anche Castiglione.
Laura commissionò al pittore Pietro Novelli nel 1632 circa il quadro Santa Rosalia scende dal cielo tra gli appestati e lo donò al marito, ritornando entrambi a Castiglione. La pala è ancora conservata in una cappella del duomo di Castiglione delle Stiviere.
Nel 1635, Laura e Luigi partirono per Palermo, dopo aver posto la reggenza del principato nelle mani del cardinale Teodoro Trivulzio. Luigi, durante il viaggio, fu colpito da malattia e morì il 22 febbraio 1636. Il primo agosto dello stesso anno morì l'erede primogenito Francesco. Laura, incinta, secondo le disposizioni testamentarie del marito, mantenne la reggenza dello stato per alcuni mesi (22 febbraio - 6 agosto 1636), disponendo del patrimonio del marchesato, prima per conto di Francesco, poi sino alla nascita del nuovo erede. Trattandosi della nascita di una femmina, l'erede fu esclusa dalla successione, e il governo del marchesato fu consegnato al cognato di Laura, Ferdinando I Gonzaga (1614-1675).
Morì nel 1664, ospite della figlia Giovanna nel palazzo Doria di Genova.

## Discendenza
Luigi e Laura ebbero quattro figli:
- Bibiana (9 febbraio 1633-1633);
- Francesco (23 febbraio 1634 - 1º agosto 1636);
- Giovanna Maddalena (11 maggio 1635-1695), che sposò, nel 1656, Carlo II Doria Del Carretto, duca di Tursi e principe di Avella, Grande di Spagna di Prima Classe, barone di Giffoni e San Cipriano, signore di Castiglione e Summonte, patrizio genovese e napoletano, conservatore del Sigillo della Curia della Vicaria del Regno di Napoli, generalissimo delle Squadre Navali d'Italia di S.M. Cattolica. Dalla coppia nacquero, tra gli altri, Costanza Doria (1661-1729), sposa nel 1679 del cugino Giuseppe del Bosco Ventimiglia e Sandoval (+ Palermo, 8 gennaio 1721), principe della Cattolica, duca di Misilmeri, conte di Vicari, cavaliere dell'Ordine supremo della Santissima Annunziata, gentiluomo di camera di re Vittorio Amedeo II di Savoia.
- Luigia (6 agosto 1636-1640).